# Сулея (хребет)
Сулея́ (баш. Һилейә) — горный хребет на Южном Урале. Находится на территории Салаватского района Башкортостана и Саткинского района Челябинской области РФ.
Хребет Сулея растянулся параллельно меридиану от р. Б. Сатка (приток р. Ай) до р. Сильга (приток реки Юрюзань) в Салаватском районе РБ и Челябинской области.
Длина — 50 км, ширина — 7 км. Максимальные вершины хребта: гора Осиновая, Челябинской области (768м), высота — 768 м, горы Звонарка, Кр. Репка, Сулея высотой от 600 до 765 м.
Рельеф низкогорный с долинами.
Состоит из песчаников, алевролитов, сланцев, доломитов зильмердакской свиты верхнего рифея.
Хребет дает начало реке Салиаз. Ландшафты — сосновые, лиственничные и берёзовые леса.

## Топонимика
Название произошло от башкирских слов Һилейә — тихий, спокойный, уя — долина.